# PGC 777273
LEDA/PGC 777273 ist eine Galaxie im Sternbild Steinbock auf der Ekliptik. Sie ist schätzungsweise 1,1 Milliarden Lichtjahre von der Milchstraße entfernt und hat einen Durchmesser von etwa 110.000 Lichtjahren. Vom Sonnensystem aus entfernt sich das Objekt mit einer errechneten Radialgeschwindigkeit von näherungsweise 24.400 Kilometern pro Sekunde. Gemeinsam mit PGC 777275 bildet sie ein wechselwirkendes Galaxienpaar.
Im selben Himmelsareal befinden sich unter anderem die Galaxien IC 4999, IC 5005, PGC 64602, PGC 773470.